# Kaberamaido (district)
Kaberamaido is een district in het midden van Oeganda. Hoofdplaats is de gelijknamige stad. Kaberamaido telde in 2020 naar schatting 132.700 inwoners.
Het district ligt aan de noordelijke oever van een arm van het Kyogameer.
Het district is onderverdeeld in een town council (Kaberamaido) en vijf sub-counties (Alwa, Aperkira, Kaberamaido, Kobulubulu en Ochero).

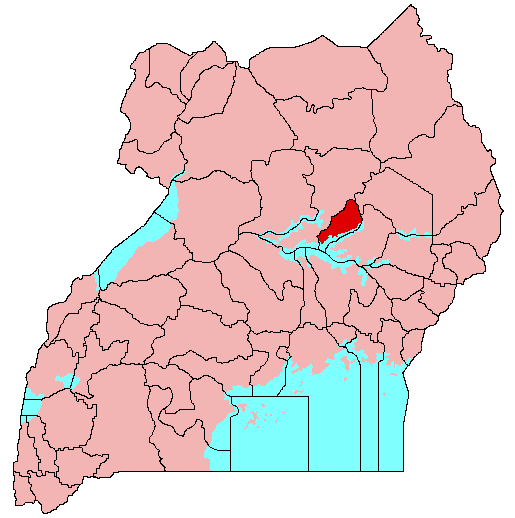
Het district Kaberamaido voor het district Kalaki werd afgesplitst